# Pierre Molinier
Pour les articles homonymes, voir Molinier.
Pierre Molinier, né le 13 avril 1900 à Agen et mort le 3 mars 1976 à Bordeaux, est un photographe, un peintre et un poète français. 
Il est surtout connu pour ses tableaux érotiques et pour ses photomontages, mises en scène de son propre corps et autoportraits travestis, où s'expriment son culte de l'androgynie et son fétichisme des jambes.
Son œuvre singulière et énigmatique a influencé, au début des années 1970, les artistes européens et nord-américains du body art, et continue de retenir l'attention des artistes, des critiques et des collectionneurs d'aujourd'hui.

## Biographie

### Jeunesse et formation
Pierre Molinier naît le 13 avril 1900 à Agen d'un père peintre en bâtiment et décorateur, spécialisé dans le faux marbre et le faux bois, et d'une mère couturière. Sa scolarité se déroule chez les Frères des écoles chrétiennes d'Agen.  
À partir de 1913, il entre en apprentissage chez son père pour apprendre le métier de peintre artisan et prend des cours de dessin et de peinture à l'école municipale d'Agen. 

### Carrière
En 1919, il s’établit à Bordeaux comme artisan peintre. Il exercera ce métier de peintre en bâtiment jusqu'en 1960. 
Il effectue son service militaire de 1920 à 1922.
Passionné par le dessin et la peinture, il pratique la peinture artistique en parallèle. 
En 1931, il s'installe dans l'appartement qu'il ne quittera plus, au 7 rue des Faussets, dans le Vieux Bordeaux et épouse Andrea Lafaye le 7 juillet de la même année. Ensemble, ils ont une fille, Françoise, et un fils, Jacques. 
En 1944, son père se suicide en absorbant des médicaments. En 1949, sa femme quitte le domicile conjugal. 
En 1951, il fait scandale au Salon des Indépendants de Bordeaux en dévoilant Le Grand Combat, une toile érotique composée de corps enlacés. Face au boycott, il la recouvre d'un voile sur lequel il accroche un texte manifeste adressé à ses collègues et aux visiteurs de l'exposition. 
En 1960, il gifle violemment sa femme, tire des coups de pistolet au-dessus de la tête de son cousin et passe un mois en prison.
Il abandonne alors son activité de peintre en bâtiment pour se consacrer à son œuvre artistique.  
En 1961, le divorce demandé par sa femme est prononcé. 

### Mort
Molinier se suicide d'une balle dans la bouche, le 3 mars 1976, vers 19 heures 30.

## Œuvre

### La peinture figurative des débuts
Des années 1920 à la fin des années 1940, sa peinture est figurative et présente des thèmes classiques : paysages du Lot-et-Garonne, natures mortes, portraits — notamment de sa fille Françoise — et autoportraits. Son travail d'après nature ainsi que sa recherche de structure, de couleur et de lumière dans les paysages le rapprochent de l'impressionnisme, tandis que ses portraits évoquent plutôt l'expressionnisme. Membre de la Société des artistes indépendants bordelais à partir de 1928, il expose régulièrement lors de ses salons.

### Rupture et approche des surréalistes
Fin 1951, lors du XXe Salon des Indépendants bordelais, il présente Le Grand Combat, un tableau mi-abstrait mi-figuratif évoquant des corps contorsionnés et des membres enlacés. Cette peinture jugée indécente sera voilée lors de l'exposition et devient le motif d'une rupture fracassante avec la société bordelaise. (Le Grand Combat, devenu entre-temps la propriété de l'homme politique français Roland Dumas, sera « dévoilé » par Jacques Saraben qui a bien connu Pierre Molinier lors du Soixantenaire des Indépendants bordelais à la galerie du musée des beaux-arts de Bordeaux en 1989.)
Début 1955, Molinier envoie des reproductions de ses tableaux ainsi que des poèmes à André Breton. Celui-ci lui réserve un accueil enthousiaste, l'assure de son soutien et propose de l'exposer à Paris. Pierre Molinier expose 18 toiles à la galerie À l'Étoile scellée, du 27 janvier au 17 février 1956, dont Le Grand Combat, Succube, Comtesse Midralgar, Les dames voilées ; le catalogue est préfacé par Breton.
Par la suite, Molinier compose la couverture du 2e numéro de la revue Le Surréalisme même puis, convié par Breton, expose une toile à la 8e Exposition inteRnatiOnale du Surréalisme dédiée à Éros.
Membre du groupe surréaliste de 1955 à 1969, Pierre Molinier reste cependant en marge du mouvement. Breton prend ses distances après avoir reçu de lui une carte de vœu trop pornographique[réf. souhaitée].

### Érotisme et mise en scène du corps précurseurs de l'art corporel
À partir des années 1960, Pierre Molinier se consacre entièrement à son œuvre plastique et photographique, notamment aux autoportraits par un procédé de photomontage.
Son procédé consiste à prendre des photographies de lui-même apprêté — épilé, maquillé, souvent masqué d'un loup et vêtu de quelques accessoires noirs : guêpière ou corset, gants, bas et escarpins à talons aiguilles, parfois voilette ou résille ou chapeau haut-de-forme — ainsi que des photographies d'amis et des clichés de mannequins, puis à découper les silhouettes ou des éléments de corps et à les recomposer dans une photographie finale du collage, image idéale de lui-même. 
Pierre Molinier se concentre sur son propre corps et son œuvre se voue entièrement à l'érotisme. En témoignent un court-métrage de Raymond Borde en 1962 (Molinier, 21 min), qui sera projeté publiquement à Bordeaux en 1966 lors du Festival Cinématographique organisé par Alain Natalis et Jean-Pierre Bouyxou (dont l'affiche reproduit l'oeuvre de Pierre Molinier intitulée Le Grand Combat N°2), et un entretien réalisé par Pierre Chaveau en 1972 publié en 2003.
En 1974, Pierre Molinier participe à l'exposition Transformer. Aspekte der Travestie qui a lieu au Kunstmuseum de Lucerne (Suisse). À la suite de cette exposition, il prend contact avec l'artiste Luciano Castelli dont il réalise, à Bordeaux, une série de photographies. L'année suivante, il rencontre Thierry Agullo, un autre jeune artiste qui devient, en même temps qu'un ami intime, le modèle privilégié de deux autres séries : la première sur le thème de l'indécence ; la seconde, sur le thème de l'androgyne, constituée de 60 clichés de Thierry Agullo en Thérèse pris fin février 1976.

### Postérité
En novembre 2015, Artcurial organise une vente aux enchères de la très importante collection Emmanuelle Arsan de ses œuvres.

## Expositions et collections publiques

### Expositions monographiques
- Molinier. Peintures, photos et photomontages, Centre Georges-Pompidou, Paris, 19 septembre au 5 novembre 1979
- Pierre Molinier, 50 photographies et photomontages érotiques, galerie À l'Enseigne des Oudins, Paris, 1996
- Pierre Molinier, IVAM, Valence (Espagne), 1999
- Pierre Molinier photographe. Une rétrospective, galerie Kamel Mennour, Paris, 13 avril au 13 juin 2000
- Pierre Molinier 1946-1966, 2 décennies magiques, galerie À l'Enseigne des Oudins[16], Paris, 3 juillet au 12 octobre 2001
- Pierre Molinier. Jeux de miroirs, Musée des beaux-arts de Bordeaux, 23 septembre au 20 novembre 2005
- Pierre Molinier, Comme je voudrais être, Galerie Christophe Gaillard, Paris, 14 octobre au 20 novembre 2010
- Pierre Molinier, Vertigo, Galerie Christophe Gaillard, Paris, 29 mars au 19 mai 2018

### Expositions collectives
- Fémininmasculin, le sexe de l'art, Centre Georges-Pompidou, Paris, octobre 1995 à février 1996
- Le Miroir du désir. Luciano Castelli, Maison européenne de la photographie, Paris, 1996
- Rrose is a Rrose is a Rrose : Gender Performance in Photography, Guggenheim Museum, New York, janvier à avril 1997
- Scènes de la séduction, Rencontres d'Arles, 1998
- Surrealism. Desire unbound (Surréalisme. Désir illimité), Tate Modern, Londres, 20 septembre 2001 au 1er janvier 2002
- Metropolitan Museum of Art, New York, 2002
- Voyous, voyants, voyeurs, Musée d’Art et d’Histoire Louis-Senlecq de l’Isle-Adam, 2010
- Hey! Modern art & pop culture, Halle Saint-Pierre, Paris, 15 septembre 2011 au 4 mars 2012
- Altérité. Je est un autre, Espace culturel Louis Vuitton, Paris, 5 juin au 15 septembre 2013
- Molinier rose saumon (interdit aux moins de 18 ans) et Pierre Molinier, questionner les corps et les genres (tout public), FRAC MÉCA, Bordeaux, du 31 mars au 17 septembre 2023

### Œuvres dans les collections publiques
- Bordeaux : musée des beaux-arts
  - Les amants dans la campagne (1949), huile sur toile[17]
  - L'homme au gibus ou portrait d'homme en chapeau haut de forme (1930), huile sur papier marouflée sur carton[18]
  - Paysage campagnard (sans date), gravure sur bois sur papier[19]
  - Paysage aux ruines (1929), huile sur carton[20]
- Bordeaux : archives municipales
- Frac Aquitaine
- Strasbourg : musée d'art moderne et contemporain[21]
  - [sans titre], tirage photographique
  - Mon Cul (sans date), tirage photographique
- Paris : Centre Georges Pompidou
- Paris : Maison européenne de la photographie

## Publication
- Les Orphéons magiques (poèmes), Thierry Agullo éditeur, 1979

## Filmographie
- 1965 : Mes jambes, court métrage réalisé par Pierre Molinier
- 1968 : Chromo Sud, court métrage réalisé par Étienne O'Leary dans lequel apparaît Pierre Molinier

## Théâtre
Adaptation d'entretiens de Pierre Molinier avec Pierre Chaveau en 1972
- Mes jambes, si vous saviez, quelle fumée… Mise en scène de Bruno Geslin, avec Pierre Maillet (dans le rôle de Pierre Molinier), Jean-François Auguste et Élise Vigier. Théâtre de la Bastille, Paris, 2004, dans le cadre du 33e Festival d'automne à Paris ; théâtre Romain-Rolland, Villejuif (France), 2006.
- Molinier Compagnie du Théâtre du Pont Tournant[22], mise en scène de Stéphane Alvarez, avec Jean Bedouret, Jean-Marc Foissac, Frédéric Kneip, Patrice Manouvrier. Théâtre du Pont Tournant, Bordeaux, 2003 ; reprises en 2005 et 2011[23] Divan du Monde, Paris, 2003.

### Films sur Molinier
- 1964 : Molinier de Raymond Borde
- 1968 : Satan bouche un coin de Jean-Pierre Bouyxou
- 2013 : Les Jambes de Saint-Pierre de Dominique Roland (présentation sur marmitafilms.fr)